# Automatic Call Distribution
Un sistema Automatic Call Distribution (ACD) deve essere inteso come un sistema PBX capace di instradare, in modo efficace, tutte le chiamate in ingresso verso un insieme di operatori o verso sistemi di risposta automatica Interactive Voice Response (IVR). 
L'insieme di operatori di un call center sono di solito organizzati in gruppi non omogenei; ad esempio ci possono essere gruppi di operatori capaci di parlare una lingua straniera, oppure specializzati a fornire informazioni su un determinato servizio. Un sistema ACD è capace di capire a quale gruppo di operatori accodare ogni singola chiamata. Questo tipo di ottimizzazione consente di far gestire ogni chiamata dal gruppo di operatori più idoneo.